# Ulrich Sahm (Diplomat)

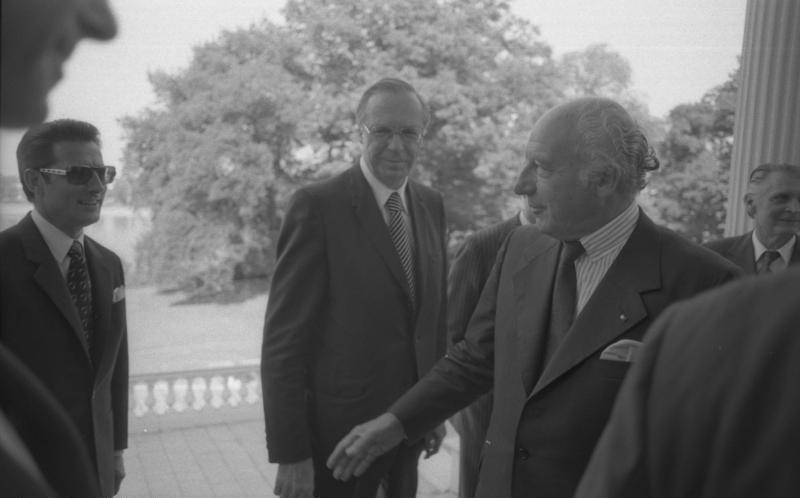
Ulrich Sahm (Mitte) bei einem Empfang im Bundespräsidialamt (1976)

Heinz Ulrich Sahm (gelegentlich auch Heinz-Ulrich Sahm geschrieben; * 13. Oktober 1917 in Bochum; † 22. August 2005 in Bodenwerder) war ein deutscher Diplomat. Er war im Auswärtigen Dienst der Bundesrepublik Deutschland tätig und Botschafter in Moskau, Ankara und Genf.

## Leben
Ulrich Sahm wurde 1917 in Bochum als Sohn des späteren Senatspräsidenten der Freien Stadt Danzig, Oslo-Gesandten sowie Berliner Oberbürgermeisters Heinrich Sahm (1877–1939) und Dora Sahm, geborene Rolffs (1883–1964) geboren, wuchs in Danzig auf und lebte später in Berlin, als sein Vater 1931 bis 1935 Oberbürgermeister von Berlin war. Er besuchte Gymnasien in Danzig, Berlin und Roßleben. Auf Anraten seines Vaters wurde er 1938 als Jurastudent Mitglied der NSDAP. Rechtswissenschaften studierte er in München, Kiel und Freiburg.
Im Kriegsjahr 1941 wurde er mit der staatswissenschaftlichen Doktorarbeit Täterschaft und Teilnahme im norwegischen Strafrecht und in der deutschen Strafrechtsreform an der Albert-Ludwigs-Universität Freiburg zum Dr. jur. promoviert. Von 1941 bis 1943 war bei der Deutschen Handelskammer in Stockholm tätig. 1944 wurde er im Zuge des gescheiterten Putschs vom 20. Juli 1944 von der Gestapo verhaftet und eine Woche im Potsdamer Polizeigefängnis inhaftiert; man warf ihm eine Beteiligung in Zusammenarbeit mit seinem Schwager Ulrich-Wilhelm Graf Schwerin (1902–1944) vor.
Ab 1945 arbeitete er für die Bezirksregierung in Lüneburg, im Zentralamt für Wirtschaft für die Britische Zone in Minden und war im Verwaltungsrat für das Vereinigte Wirtschaftsgebiet in Frankfurt am Main. Im Jahr 1951 trat er nach kurzer Tätigkeit im Bundesministerium für Wirtschaft in den diplomatischen Dienst des Auswärtigen Amtes ein, für das er bis 1959 tätig war. Er arbeitete an der Botschaft in London, wo er 1954 Erster Sekretär der Deutschen Botschaft wurde. Er war ab 1958 Vortragender Legationsrat Erster Klasse. 1962 wurde er Botschaftsrat der Deutschen Vertretung an der Pariser NATO-Botschaft. 1966 wurde er als Ministerialdirigent Leiter der Unterabteilung Ost der Politischen Abteilung des Auswärtigen Amtes und 1969 Abteilungsleiter im Bundeskanzleramt.
Unter der Regierung Willy Brandt war er einer der führenden Mitarbeiter für die Außen-, Deutschland- und Verteidigungspolitik im Kanzleramt. In dieser bis 1972 ausgeübten Funktion war er der erste bundesdeutsche Beamte, der offizielle Gespräche mit der DDR führte; so 1970 als Unterhändler für die Vorgespräche zum Treffen von Brandt und Willi Stoph. Von 1972 bis 1977 war er, nun wieder für das Auswärtige Amt tätig, als Nachfolger von Helmut Allardt Botschafter in Moskau und spielte hier eine Schlüsselrolle in der Brandtschen „Ost-Politik“.
In den Jahren von 1977 bis 1979 war er Botschafter in Ankara, danach von 1979 bis zu seiner Pensionierung 1982 bei der Ständigen Vertretung bei den Vereinten Nationen in Genf.
Mit seinem Buch über das Leben von Rudolf von Scheliha wies Sahm auf das Schicksal verschiedener Diplomaten aus der NS-Zeit und deren Witwen hin. Dies war mit dem „Fall Krapf“ einer der Auslöser für den sich in einer halböffentlichen Briefaktion 2004/2005 manifestierenden „Aufstand“ einer Gruppe von etwa 70 Mitarbeitern des Auswärtigen Amtes gegen Außenminister Joschka Fischer.

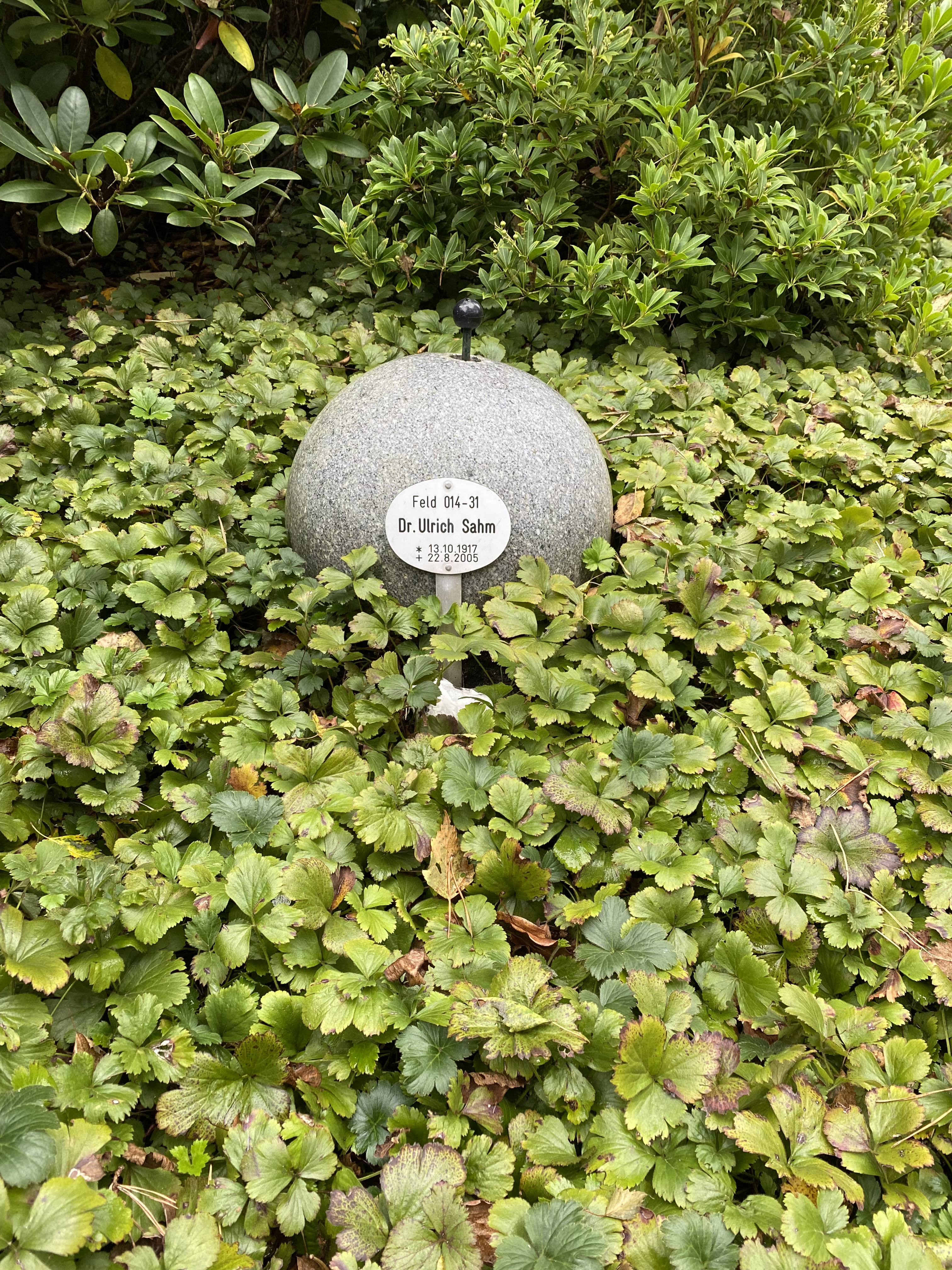
Grabstätte Ulrich Sahm

Ulrich Sahm war evangelisch, verheiratet mit Insea Hohlt, der ehemaligen Äbtissin des Klosters Mariensee, und ab 1979 mit Christiane Sahm, geborene von Alten. Er hatte sieben Kinder, darunter den Nahostkorrespondenten Ulrich Wilhelm Sahm. 2005 starb er im Alter von 87 Jahren und wurde in der Familiengrabstätte auf dem Berliner Waldfriedhof Dahlem (Feld 014-31) beigesetzt.

## Ehrungen
- 1973: Verdienstkreuz 1. Klasse der Bundesrepublik Deutschland
- 1979: Großes Verdienstkreuz der Bundesrepublik Deutschland
- 1983: Großes Verdienstkreuz mit Stern der Bundesrepublik Deutschland

## Veröffentlichungen
- Der Schuman-Plan: Vertrag über die Gründung der Europäischen Gemeinschaft für Kohle und Stahl. Verlag Kommentator, Frankfurt am Main 1951. DNB 999396846
- mit Heinrich Sahm: Erinnerungen aus meinen Danziger Jahren 1919–1930. Herder, Freiburg im Breisgau 1955. DNB 454254881; Marburg/Lahn: Johann-Gottfried-Herder-Institut, 1958; DNB 36455682X
- Diplomaten taugen nichts. Aus dem Leben eines Staatsdieners. Autobiografie. Droste-Verlag, Düsseldorf 1994, ISBN 3-7700-1033-7.
- Rudolf von Scheliha 1897–1942. Ein deutscher Diplomat gegen Hitler. C.H. Beck, München 1996, ISBN 3-406-34705-3.